# G. I. Joe: Odveta
G. I. Joe: Odveta je americký vědecko-fantastický akční film z roku 2013 a je pokračováním filmu G. I. Joe z roku 2009. Byl napsán tvůrci Zombielandu na motivy komiksu a figurek G. I. Joe od společnosti Hasbro. Původně měl film vyjít v červnu roku 2012, ale byl odložen z důvodu zvýšení zájmu trhu a převádění filmu do 3D. Oficiální datum vydání v Severní Americe bylo 28. března 2013. Ohlasy na film byly zprvu negativní, ale všechny pochybnosti vyvrátil obrovský úspěch a zisk, který činil přes 375 milionů dolarů.

## Obsazení

### Tým G. I. Joe
- Dwayne Johnson jako Roadblock / Marvin F. Hinton
- Ray Park jako Snake Eyes
- Adrianne Palicki jako Lady Jaye / Jaye Burnett
- D.J. Cotrona jako Flint / Dashiell R. Faireborn
- Elodie Yung jako Jinx / Kim Arashikage
- Channing Tatum jako Duke / Conrad S. Hauser
- Bruce Willis jako General Joseph Colton
- Joseph Mazzello jako Mouse
- Ryan Hansen jako Grunt
- Jim Palmer jako Clutch

### Tým Cobra
- Luke Bracey jako Commander / Rexford "Rex" Lewis
  - Robert Baker – hlas Commandera
- Byung-hun Lee jako Storm Shadow / Thomas "Tommy" Arashikage

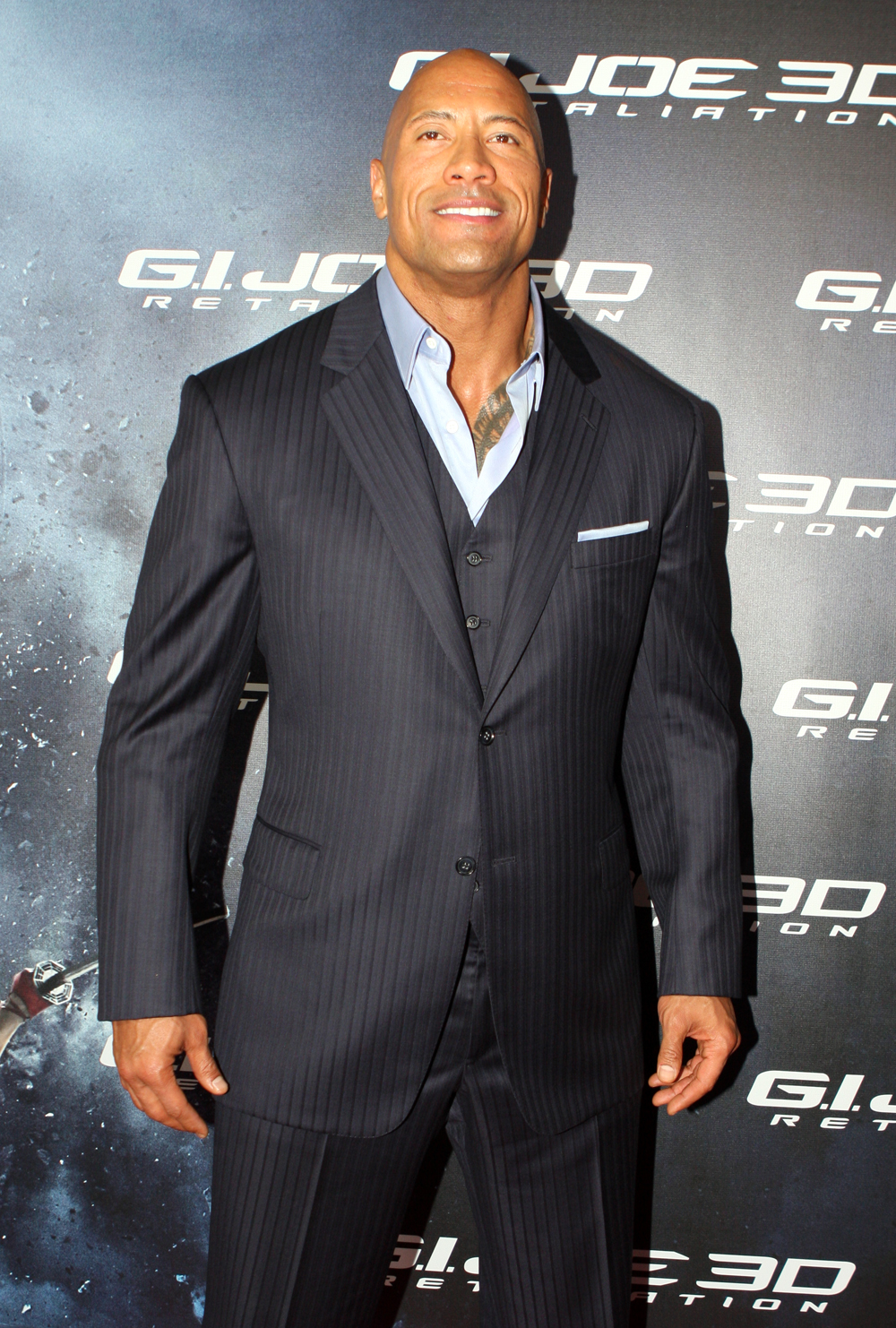
Dwayne Johnson na premiéře filmu v Sydney

- Ray Stevenson jako Firefly
- Arnold Vosloo jako Zartan
- Matt Gerald jako Zandar / Havoc

### V dalších rolích
- Jonathan Pryce jako Prezident Spojených států
- Walton Goggins jako správce Nigel James
- RZA jako Blind Master
- James Carville sám sebe
- DeRay Davis jako Stoop
- Skai Jackson jako Roadblockova dcera

## Recenze
- Na ČSKR jsou 2 kritiky k filmu G.I. Joe 2: Odveta na Česko-slovenské kritiky filmů ČSKR.CZ -  - ke dni 28.3.2013 hodnocení 65%